# 阿略萨
阿略萨，是西班牙阿拉贡自治区特鲁埃尔省的一个市镇。总面积82平方公里，总人口720人（2001年），人口密度9人/平方公里。